# Katalog RCW
Katalog RCW (eng. RCW Catalogue - A catalogue of Hα-emission regions in the southern Milky Way)) je astronomski katalog. RCW je prema početnim slovima prezimena njegovih sastavljača, Rodgers, Campbell, Whiteoak. Ovaj katalog sadrži 182 područja u jugozapadnoj Kumovoj slami, koji pokazuju Hα-zračenje, opisano u "A catalogue of Hα-emission regions in the southern Milky Way".
U ovih 182 objekta sadržani su mnogi objekti iz prije objavljenog Gumovog kataloga (84 objekta), a poslije objavljeni Caldwellov katalog uvrstio je neke objekte iz Kataloga RCW. Katalog RCW djelimice se preklapa sa Sharplessova kataloga-2 (312 objekta), premda pod prvo pokriva sjevernu hemisferu, dok RCW i Gum prije svega pokrivaju južnu. 
Sastavljači Alexander William Rodgers, Colin T. Campbell i John Bartlett Whiteoak su sastavili ovaj katalog 1960-ih u Australiji u opservatoriju Mount Stromlo. Sastavljače je vodio Bart Bok.

## Vanjske poveznice
- (eng.) The RCW Catalog  Arhivirana inačica izvorne stranice od 9. prosinca 2011. (Wayback Machine) (pojedinosti i fotografije objekata)
- (eng.) Galactic Explorers: Gum, Bok and Sharpless (povijest)